# Tes (Lebong)
Tes is een bestuurslaag in het regentschap Lebong van de provincie Bengkulu, Indonesië. Tes telt 2764 inwoners (volkstelling 2010).